# Horst Jürgen Helle
Horst Jürgen Helle (* 19. Juli 1934 in Hamburg) ist ein deutscher Soziologe und Hochschullehrer.

## Leben und Wirken
Horst Jürgen Helle studierte zunächst Betriebswirtschaftslehre an der Universität Hamburg und schloss dieses Studium 1956 mit der Prüfung zum Diplom-Kaufmann ab. Sein Studium setzte er an der University of Kansas fort und erwarb dort 1957 einen Magistergrad in „Business Administration“. Nach Hamburg zurückgekehrt, wandte er sich an der Universität Hamburg dem Fach Soziologie zu und promovierte dort 1959 zum Dr. phil. bei Helmut Schelsky. Von 1959 bis 1962 arbeitete er anschließend als Diplom-Kaufmann bei Unilever. Ab 1963 war er dann wissenschaftlicher Assistent im Bereich Soziologie an der Universität Hamburg und hielt sich 1966/67 zu Forschungszwecken an der University of Chicago auf. Im Jahre 1967 habilitierte er sich an der Universität Hamburg. 1969 erhielt er als Nachfolger von Arnold Gehlen eine Professur für Soziologie an der Rheinisch-Westfälischen Technischen Hochschule Aachen. 1972 wechselte er an die Universität Wien. 1973 wurde er schließlich Ordinarius an der Universität München. Hier lehrte er bis 2002. Gastprofessuren führten Helle meist zu Universitäten in den USA, er hielt aber auch Vorträge in Korea und China.
Helle ist ein Vertreter der Verstehenden Soziologie und der Symboltheorie. Außerdem arbeitete er über Religions- und Familiensoziologie und beschäftigte sich intensiv mit dem Soziologen Georg Simmel.

## Veröffentlichungen (Auswahl)
- Die unstetig beschäftigten Hafenarbeiter in den nordwesteuropäischen Häfen. Eine industriesoziologische Untersuchung in Antwerpen, Bremen, Bremerhaven, Hamburg und Rotterdam (= Sozialwissenschaftliche Studien, Bd. 2). G. Fischer, Stuttgart 1960 (= Dissertation Universität Hamburg).
- Soziologie und Symbol. Ein Beitrag zur Handlungstheorie und zur Theorie des sozialen Wandels (= Beiträge zur soziologischen Forschung, Bd. 4). Westdeutscher Verlag, Köln/Opladen 1969 (= Habilitationsschrift Universität Hamburg) (2. überarb. u. erw. Auflage 1980, ISBN 3-428-04587-4).
- Familie – zwischen Bibel und Kinsey-Report (= Texte & Thesen, Bd. 46). Fromm, Osnabrück 1974, ISBN 3-7729-5046-9.
- Verstehende Soziologie und Theorie der symbolischen Interaktion. Teubner, Stuttgart 1977, ISBN 3-519-00045-8 (3. Aufl. u.d.T.: Theorie der symbolischen Interaktion. Ein Beitrag zum verstehenden Ansatz in Soziologie und Sozialpsychologie. Westdeutscher Verlag, Wiesbaden 2001, ISBN 3-531-13648-8).
- Aufsätze zur Familiensoziologie. Sozialforschungsinstitut, München 1985, ISBN 3-922503-11-X.
- Soziologie und Erkenntnistheorie bei Georg Simmel (= Erträge der Forschung, Bd. 259). Wissenschaftliche Buchgesellschaft, Darmstadt 1988, ISBN 3-534-02170-3.
- (Hrsg.): Georg Simmel / Gesammelte Schriften zur Religionssoziologie (= Sozialwissenschaftliche Abhandlungen der Görres-Gesellschaft, Bd. 18). Duncker & Humblot, Berlin 1989, ISBN 3-428-06715-0.
- Einführung in die Soziologie. Oldenbourg, München 1994, ISBN 3-486-22782-3.
- Religionssoziologie. Entwicklung der Vorstellungen vom Heiligen. Oldenbourg, München 1997, ISBN 3-486-23204-5.
- Verstehende Soziologie. Lehrbuch. Oldenbourg, München 1999, ISBN 3-486-24767-0.
- Georg Simmel. Einführung in seine Theorie und Methode. Oldenbourg, München 2001, ISBN 3-486-25799-4.
- Messages from Georg Simmel. Brill, Leiden 2013, ISBN 978-90-04-23368-3.
- The social thought of Georg Simmel. Sage, Los Angeles 2015, ISBN 978-1-4129-9765-2.
- China. Promise or threat? A comparison of cultures. Brill, Leiden 2017, ISBN 978-90-04-29820-0.